# Пеллегрини, Лоренцо
Лоре́нцо Пеллегри́ни (итал. Lorenzo Pellegrini; род. 19 июня 1996, Рим) — итальянский футбольный полузащитник и капитан итальянского клуба «Рома». Участник чемпионата Европы 2024.

## Клубная карьера
Лоренцо родился в Риме и является воспитанником академии «Ромы». 22 марта 2015 года он дебютировал в серии А в поединке против «Чезены», выйдя на замену на 67-й минуте вместо Салиха Учана.
30 июня 2015 года Лоренцо покинул «Рому» и подписал контракт с «Сассуоло». Сумма трансфера составила 1,25 млн. евро. 8 ноября 2015 года дебютировал в составе своего нового клуба, выйдя в стартовом составе на матч с «Карпи». С тех пор являлся игроком основной обоймы. В сезоне 2015/16 провёл 19 встреч и забил 3 мяча.
30 июня 2017 года Пеллегрини подписал контракт с «Ромой» сроком до 30 июня 2022 года, сумма трансфера составила € 10 млн. На его возвращении в родную команду настоял новый тренер «Ромы» Эусебио Ди Франческо, работавший с Пеллегрини в «Сассуоло». 1 декабря 2017 года, в матче с командой «СПАЛ» Лоренцо забил первый мяч за «Рому». В своём первом сезоне за римлян, Лоренцо не был игроком основы, часто выходя со скамейки. Однако с сезона 2018/19, после ухода Раджи Наингголана и Кевина Строотмана, Лоренцо стал основным игроком команды, часто играя в полузащите в паре с Брайаном Кристанте. В сезоне 2020/21 году, Лоренцо был признан лучшим игроком клуба и вошёл в символическую команду Лиги Европы (по итогам розыгрыша Лиги Европы «Рома» дошла до 1/2 финала турнира), а в феврале 2021 года, после конфликта между тренером Паулу Фонсекой и капитаном Эдином Джеко, последний лишился капитанской повязки, которая была отдана Пеллегрини.
16 сентября 2021 года оформил дубль в ворота софийского ЦСКА в матче Лиги конференций, став таким образом первым футболистом, забившем в основной стадии Лиги чемпионов, Лиги Европы и Лиги конференций. По ходу розыгрыша еврокубка, Рома дошла до финала и обыграла «Фейеноорд» (1:0), а Пеллегрини стал первым капитаном команды, поднявшим трофей Лиги Конференции. Также Пеллегрини вошёл в символическую сборную турнира и стал лучшим игроком первого розыгрыша Лиги Конференции.

## Карьера в сборной
С 2014 года выступает за юношеские и молодёжные сборные Италии. 2 июня 2016 года дебютировал в молодёжной сборной Италии, выйдя в основном составе в товарищеском матче против молодёжной сборной Франции.

## Достижения

### Командные достижения
«Рома»
- Победитель Лиги конференций УЕФА: 2021/22
- Финалист Лиги Европы УЕФА: 2022/23

Сборная Италии
- Бронзовый призёр  Лиги наций: 2020/21, 2022/23

### Личные достижения
- Входит в состав символической сборной года Серии А: 2023/24
- Входит в символическую сборную Лиги Европы УЕФА: 2020/21, 2022/23
- Входит в символическую сборную Лиги конференций УЕФА: 2021/22
- Лучший игрок Лиги конференций УЕФА: 2021/22
- Лучший игрок сезона в «Роме»: 2020/21